# Абдрашев, Толепберген Абдрашевич
Толепберген Абдрашевич Абдрашев (26 июля 1948 — 26 октября 2007) — казахстанский дирижёр. Народный артист Республики Казахстан (1995).

## Биография
Родился 26 июля 1948 года в Яны-Курганском районе Кызыл-Ординской области в совхозе «Кенес» (Юбилейный).
Окончил Московскую консерваторию, ученик Геннадия Рождественского. На протяжении около 25 лет возглавлял Государственный академический симфонический оркестр Республики Казахстан и дирижёрский класс Национальной консерватории имени Курмангазы, где среди его учеников были Алан Бурибаев, Абзал Мухитдинов, Динара Тлендиева и Ерболат Ахмедьяров.
Скончался 26 октября 2007 года в городе Алматы.

## Образование и работа
- С 1967 по 1974 год обучался в Алма-Атинской Государственной консерватории им. Курмангазы
- С 1974 по 1975 год работал преподавателем в Чимкентском музыкальном училище
- С 1975 по 1978 год проходил обучение в Московской государственной консерватории имени П. И. Чайковского по специальности оперно-симфоническое дирижирование в классе профессора Геннадия Николаевича Рождественского
- В 1977 году принимал участие в Международном конкурсе дирижёров «Фонд Герберта фон Караяна» в Западном Берлине, где был удостоен звания дипломанта
- С 1978 по 1982 год дирижёр Государственного симфонического оркестра Казахской ССР
- С 1982 по 1983 год проходил стажировку в Венской академии музыки
- С 1983 по 1985 год дирижёр Государственного академического театра оперы и балета имени Абая
- С 1985 по 1987 год дирижёр Государственного симфонического оркестра Казахской ССР
- С 1987 по 2007 год художественный руководитель и главный дирижёр Государственного академического симфонического оркестра Республики Казахстан
- Параллельно по приглашению руководил Новым Сеульским филармоническим оркестром в Южной Корее[1]

В последние годы совмещал должности художественного руководителя и главного дирижёра оркестра народных инструментов имени Курмангазы и «Отрар Сазы». Работал в Казахской национальной консерватории имени Курмангазы на кафедре оперного и симфонического дирижирования.

## Регалии
- 1977 год — Дипломант Международного конкурса дирижёров «Фонд Герберта фон Караяна»
- 1982 год — Заслуженный деятель искусств Казахской ССР
- 1983 год — Лауреат Всесоюзной премии Ленинского Комсомола
- 1995 год — Народный артист Республики Казахстан
- 1998 год — Лауреат государственной премии Республики Казахстан
- 1999 год — Профессор
- 2005 год — Кавалер ордена «Курмет»

Толепберген Абдрашев являлся крупным дирижёром — исполнителем современности оперно-симфонического жанра музыкального искусства Республики Казахстан. Исполнительское мастерство Т.Абдрашева получило признание во многих странах мира (США, Германия, Куба, Великобритания, Южная Корея, Россия и др.). Завоевание почётного диплома на престижном Международном конкурсе дирижёров «Фонд Герберта фон Караяна» в 1977 году была первая победа молодого дирижёра.
Пройдя дирижёрскую школу в Алма-Атинской государственной консерватории имени Курмангазы, Московской государственной консерватории имени П. И. Чайковского и в Венской Музыкальной Академии, Т.Абдрашев работал ведущим дирижёром Республики Казахстан.
Под его руководством было исполнено большое количество интересных концертных программ, охватывающих западноевропейскую и русскую классику, произведения современных авторов и композиторов Казахстана.
Всесоюзная фирма грампластинок «Мелодия» выпустила в исполнении ГАСО РК под руководством Т.Абдрашева около 20 пластинок, на которых записаны произведения композиторов Казахстана.
В 1985 году во время выступления государственного симфонического оркестра Казахской ССР на Международном фестивале «Мартовские дни» в Болгарии, коллектив под управлением Т.Абдрашева был назван одним из лучших и был удостоен почётного диплома.
Профессор Т.Абдрашев воспитал многих дирижёров, которые успешно работают в различных творческих коллективах Республики Казахстан и за рубежом.
В августе 2008 года после смерти Т.Абдрашева был открыт Общественный фонд «Имени Толепбергена Абдрашева», основной целью которого является решение вопросов развития музыкальной культуры и искусства, выявление и поощрение талантливой молодёжи.